# Elaphria
Elaphria é um gênero de traça pertencente à família Arctiidae.